# Seuthopolis

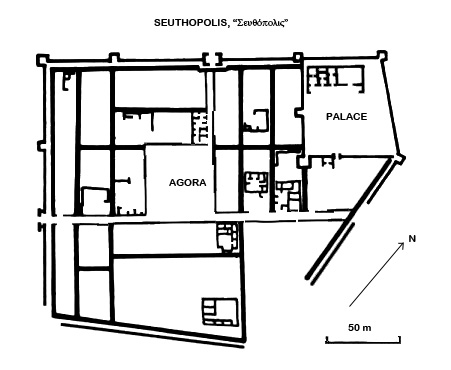
Seuthopolis stadsplan.

Seuthopolis var det Odrysiska kungarikets huvudstad och byggdes mellan åren 323 och 320 f.v.t. av kung Seuthes III vid floden Tundzjas västra strand i nuvarande Bulgarien.
Staden byggdes enligt den grekiska stadsplaneraren Hippodamos system med två ingångsportar i stadsmuren, en i nordväst och en i sydväst. Dessa mötte varandra i mitten vid stadens agora, torg. Vid agoran fanns det ett Dionysostempel. Staden hade stenlagda gator, ett flertal brunnar och ett avloppssystem.
År 281 f.v.t. invaderades riket av kelter under ledning av Cerethreus och Seuthopolis plundrades. Därefter övergavs staden.

## Återupptäckt
Staden återupptäcktes 1948 när staten skulle bygga reservoaren Koprinka. Även om det var en upptäckt av stor betydelse beslutade den kommunistiska regimen att enbart ge arkeologerna sex år att undersöka ruinerna innan de fortsatte bygga reservoaren.